# Jachthuisje (Prins Alexander)
Het Jachthuisje van prins Alexander is een rijksmonument in het park achter Paleis Soestdijk aan de Amsterdamsestraatweg 9 in Baarn.
Het wit gepleisterde jachthuisje werd in 1834 gebouwd voor prins Alexander, de tweede zoon van koning Willem II en zijn vrouw Anna Paulowna. Het ver overstekende rieten schilddak heeft een geschulpte rand.
Na 1849 richtte Anna Paulowna het huisje van haar overleden zoon in als Russisch-Orthodoxe kapel.